# 三育学院短期大学
三育学院短期大学（日语：／ San‐iku Gakuin Tanki Daigaku *），简称SGC，是過去一所位于日本千叶县夷隅郡大多喜町的私立短期大学，該校校名的三育是基於基督復臨安息日會的三育而命名。2017年，該大學倒閉。

## 概要

### 简介
- 学校最早可以追溯到1898年[2][3]。短期大学为于1971年开办[3]、由学校法人三育学院经营、来源于外国人传教士[注 4]创立的学校、由于教育的基础是新教。是男女同校。招生到于2013年。

### 历史
- 1971年 三育学院短期大学成立并同时设置一个学科即英语科[3]。
- 1987年 护理学科成立（但招生到于2007年、正式停办于2011年）[3]。
- 2004年 地区护理学专攻成立于专科（但招生到于2009年、正式停办于2011年）[3]。
- 2013年 最后一年招生、次年停止招生。

### 宪章
- 请参看三育学院短期大学的标志（页面存档备份，存于） （日語） 2014年2月27日阅览。

## 学校环境
- 校区：在千叶县夷隅郡大多喜町

## 历任校长
- ルドルフ・イマスエル・クライムス：第一代短期大学校长[4]。
- 东出克己：现在短期大学校长[5]

## 组织

### 学科
- 英语传播学科[注 1]
- 护理学科[注 2]

### 专科
| - 地区护理学专攻 |

### 业余课程
| - 没有 |

## 相关链接
- 日本短期大学列表
- 基督復臨安息日會學院與大學列表